# أوب (اسم)
أَوْب هو اسم علم مذكر من أصل عربي، ومعناه هو  الرجوع والتوبة والقصد والاستقامة.